# 鲁道夫·塔伊茨纳尔
鲁道夫·塔伊茨纳尔（1948年4月17日—2005年8月2日），斯洛伐克男子冰球运动员。他曾代表捷克斯洛伐克国家队参加1972年冬季奥林匹克运动会冰球比赛，获得一枚铜牌。